# ميشال قزي (مغني)
ميشال قزي المولود في 10 تشرين الأول / أكتوبر 1988، هو فنان ومغني لبناني

## حياته ومشواره الفني
- ولد في لبنان. والده فادي وأمه ليليانا وله أخ واحد وأختان وكان يحب الفن من صغرة، درس إدراة الأعمال وعمل كعارض أزياء ثم شارك ببرنامج ستار أكاديمي في موسمه السادس على شاشة المؤسسة اللبنانية للإرسال وصل للنهائي ولاقى اعجاب الكثيرين ليس فقط في لبنان ولكن في كل الوطن العربي
- أصدر اغنيته الأولى غرامك على طريقة الفيديو كليب في بداية عام 2010 واخدت التوب 1 في لبنان أكثر من مره ولاقت اعجاب الكثيرين وهي أغنية رومانسيه من كلمات طارق الزين والحان عادل العراقى وإخراج الكليب زياد البرازى في رمضان 2010
- قام بغناء تتر (جنريك) المسلسل الاذاعى «الشمع الأسود» والاغنية بعنوان «شو بقى من امبارح» من كلمات الشاعر فراس جبران
- في عام 2010 أطلق اغنيته الثانية على طريقة الفيديو كليب بعنوان «ذاب الحكى» وهي أغنية رومانسية حزينة باللهجة البيضا الخليجية من كلمات اسير الرياض وإخراج الكليب حنان الشاذلي وكانت الموديل في الكليب ملكة جمال مصر الفنانة والممثلة نرمين ماهر.
- وفي عام 2011 أطلق اغنيته الرابعة والكليب الثالث له بعنوان «مرفوع الرأس» اهداء للجيش اللبنانى وهي أغنية وطنية
- وفي نهاية 2011 شارك في بطولة مسلسل اجتماعي لبناني بعنوان «ذكرى» ولاقى اعجاب الكثيرين من جميع انحاء العالم العربي بمن فيهم الصحافة وعرض المسلسل على قناة ال  المؤسسة اللبنانية للإرسال اللبنانية. وبعد عرض المسلسل تلقى الكثير والكثير من العروض التمثيلية وفي خلال صيف 2011 عمل الكثير من الحفلات والمهرجانات حيث وصلت عدد حفلاته أكثر من 35 حفل فقط في هذا الصيف وشاركه في بعض هذه الحفلات عدد من نجوم الفن المشهورين مثل دومينيك ومي مطر وفيفيان مراد وليال عبود
- في العام 2012 اصدر اغنتين الأولى اسمها «احبك حب» والأغنية من كلمات الشاعر أسير الرياض ألحان ميشال رميح توزيع نيكولا شبلي إنتاج شركة سهارا السعودية. الأغنية باللهجة البيضاء والثانية أغنية لبنانية بعنوان «وصلت لحدا» من كلمات وألحان ميشال رميح وتوزيع طوني عنقة
- قدم حلقة «المساكنة» ضمن سلسلة حلقات مسلسل الحياة دراما حيث كانت الحلقة عبارة عن مشكلة اجتماعية من مشكلات المجتمع اللبناني، كانت له علاقة مع المشتركة تانيا نمر لكنهما انفصلا بعد ذلك.
- عام 2020 تعاون مع المنتج اللبناني أحمد شحادة.[2]